# Croce (araldica)
In araldica, con croce si può intendere sia una pezza onorevole, costituita dalla sovrapposizione della fascia al palo che divide il campo in quattro cantoni, sia una pezza di secondo ordine, cioè mobile.

## Proporzioni
- Nell'araldica italiana ogni braccio è largo un terzo dell'ampiezza dello scudo
- Nell'araldica francese ogni braccio è largo 2 moduli (2/7 della larghezza dello scudo)

## Varianti

### Croce a chiave
Con le braccia finite a foggia di chiave antica e può essere vuotata o pomata

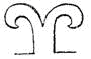

(cfr: croce pisana, croce di Tolosa)

Stemma di Pisa

### Croce a doppia traversa

D'argento, alla croce a doppia traversa di rosso.
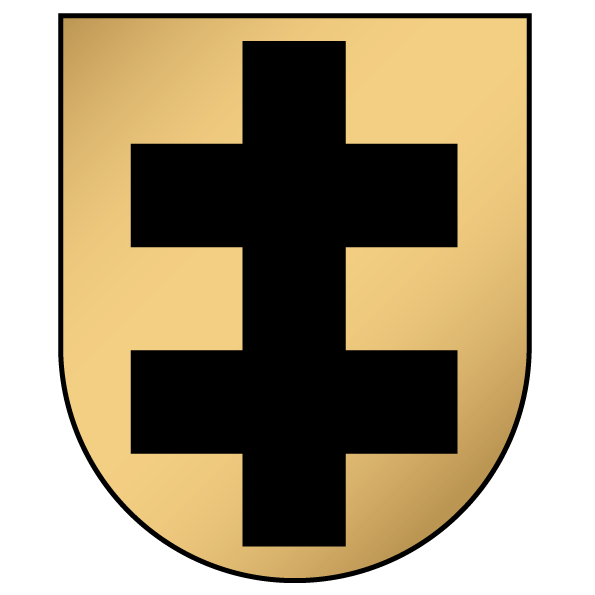
D'oro, alla croce a doppia traversa di nero.
D'oro, alla croce a doppia traversa di rosso.

### Croce a ferro da mulino

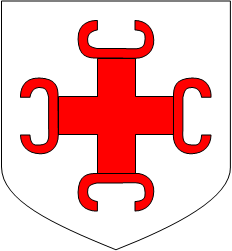
D'argento, alla croce a ferro da mulino di rosso
d'oro, alla croce a ferro da mulino di rosso

### Croce accerchiellata

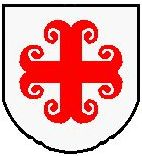
D'argento, alla croce accerchiellata di rosso
Di verde, alla croce accerchiellata d'oro
D'oro, alla croce accerchiellata di rosso

### Croce aguzza

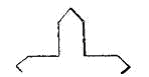
D'azzurro, alla croce aguzza d'oro
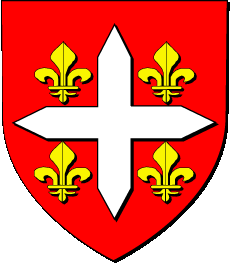
Di rosso, alla croce aguzza d'argento, accantonata da quattro gigli d'oro (Payzac, Francia)
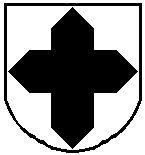
D'argento, alla croce aguzza col piede prolungato di nero
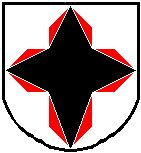
D'argento, alla croce aguzza col piede prolungato di rosso caricata di una croce stellata di nero
Stemma di Valladolid

### Croce ancorata

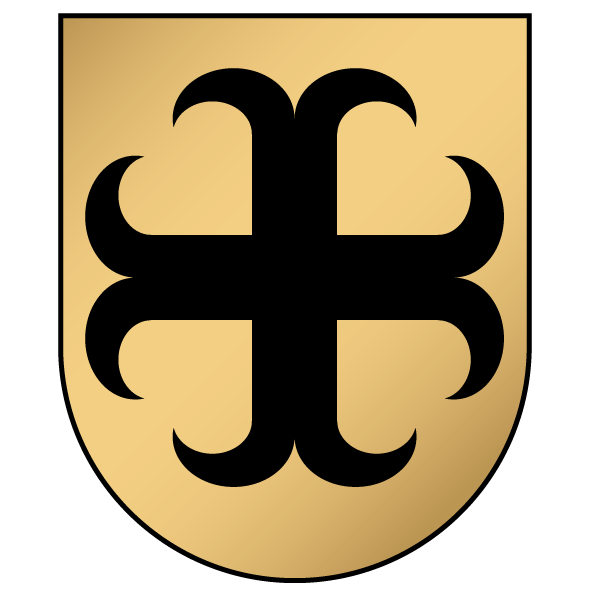
D'oro, alla croce ancorata di nero
D'argento, alla croce ancorata di rosso (Bad Pyrmont, Germania)
Crocetta di Sant'Andrea ancorata (Broglie, Francia)
D'argento, alla croce ancorata di rosso, ogni braccio terminante con una testa d'aquila d'oro (Signori di Montfort di Bretagna)
Scudetto d'azzurro con croce ancorata (Alessandria del Carretto)

### Croce anguifera

Croce anguifera
Croce anguifera d'argento (Brunssum, Paesi Bassi)
Croce anguifera d'argento (Beek, Paesi Bassi)
D'argento, alla croce di rosso anguifera d'oro (Signori di Montfort di Bretagna)

### Croce ansata

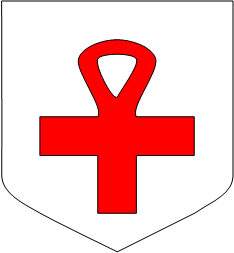
D'argento, alla croce ansata in capo di rosso
D'oro, alla croce ansata di rosso
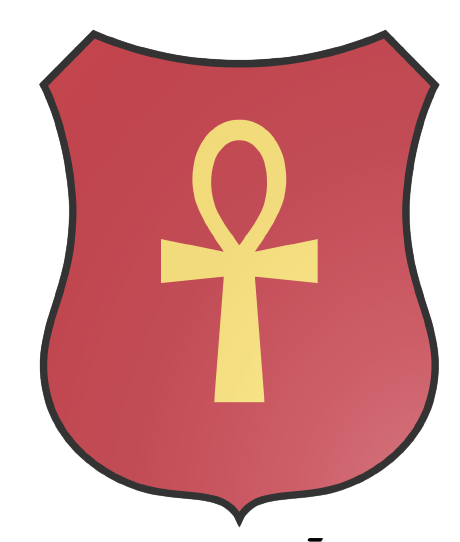
Di rosso, alla croce ansata d’oro.

### Croce armellinata

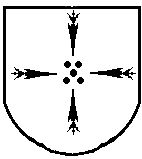
D'argento, alla croce armellinata di nero
D'oro, alla croce armellinata di rosso
Di rosso, alla croce armellinata d'oro

### Croce attorcigliata

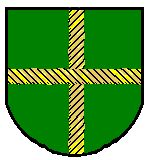
Di verde, alla croce attorcigliata d'oro

### Croce battesimale

D'oro, alla croce battesimale di rosso

### Croce bordonata

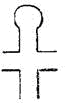
Armoriale di San Michele
Croce bordonata d'oro, con braccio inferiore appuntito
croce bordonata nello stemma di Les Avellanes i Santa Linya
D'oro, alla croce bordonata di rosso
Croce patriarcale bordonata, simbolo di Marsanne
Blasone rosso con tre bordoni
Simbolo del governo mondiale di One Piece

### Croce carlista

### Croce celtica

D'oro, alla croce celtica di rosso
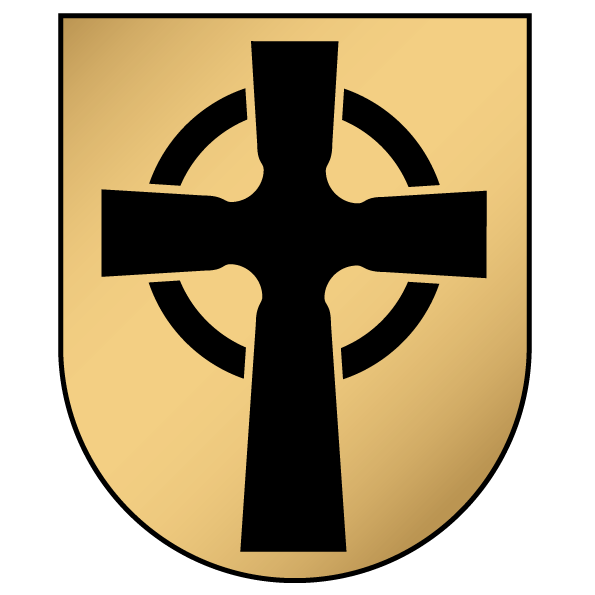
D'oro, alla croce celtica di nero
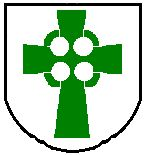
D'argento, alla croce celtica di verde
Di verde, alla croce celtica d'argento
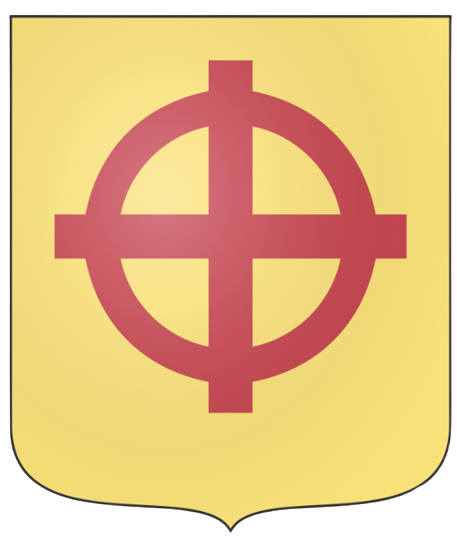
D'oro, alla croce celtica di rosso

### Croce contromerlata

D'argento, alla croce contromerlata di nero

### Croce contronoderosa

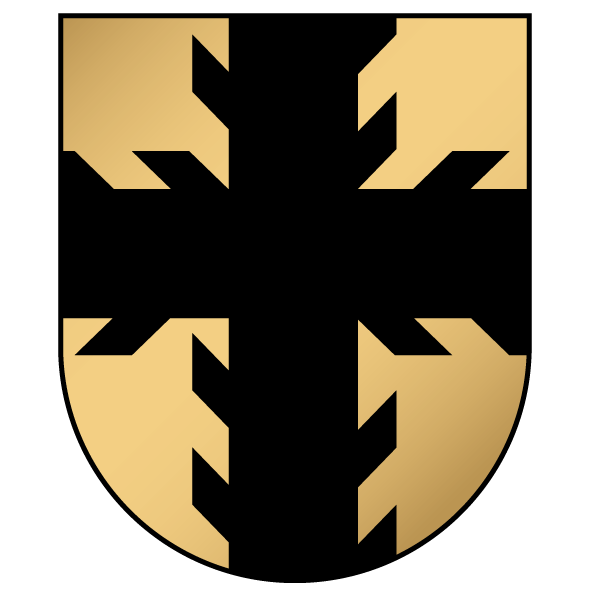
D'oro, alla croce contronoderosa di nero.
D'argento, alla croce contronoderosa di verde.

### Croce cordonata

D'argento, alla croce cordonata di verde
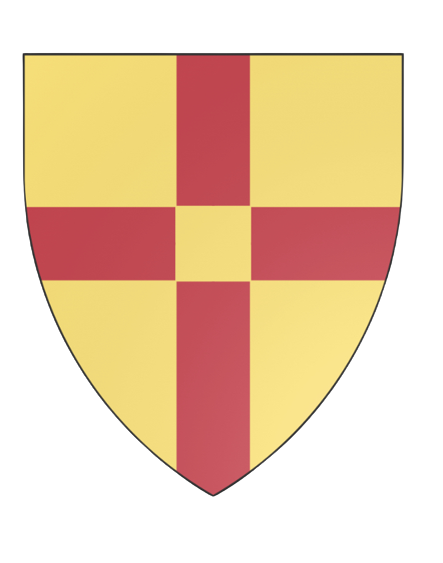
D'oro, alla croce cordonata di rosso

### Croce cramponata

D'argento, alla croce cramponata di verde
D'oro, alla croce cramponata di rosso

### Croce dal piede aguzzo

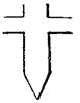
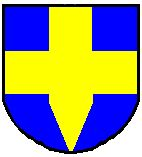
D'azzurro, alla croce dal piede aguzzo d'oro
Croce patente scorciata fitta
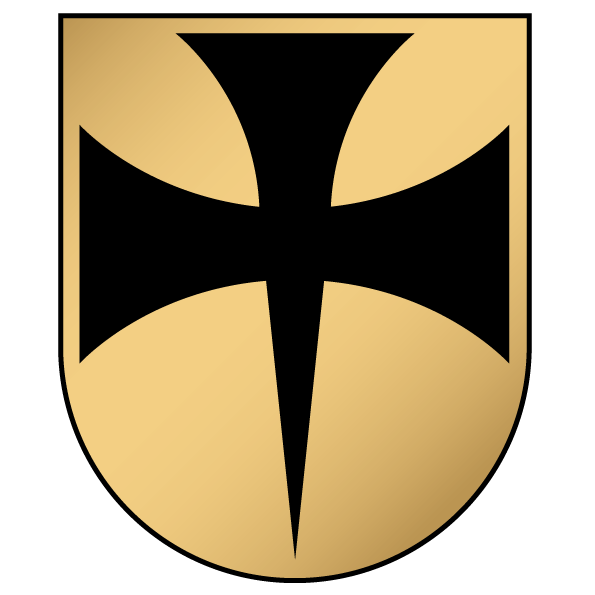
Croce patente scorciata fitta
Cinque crocette fitte (Hollola, Finlandia)
Seminato di crocette fitte (Bard)
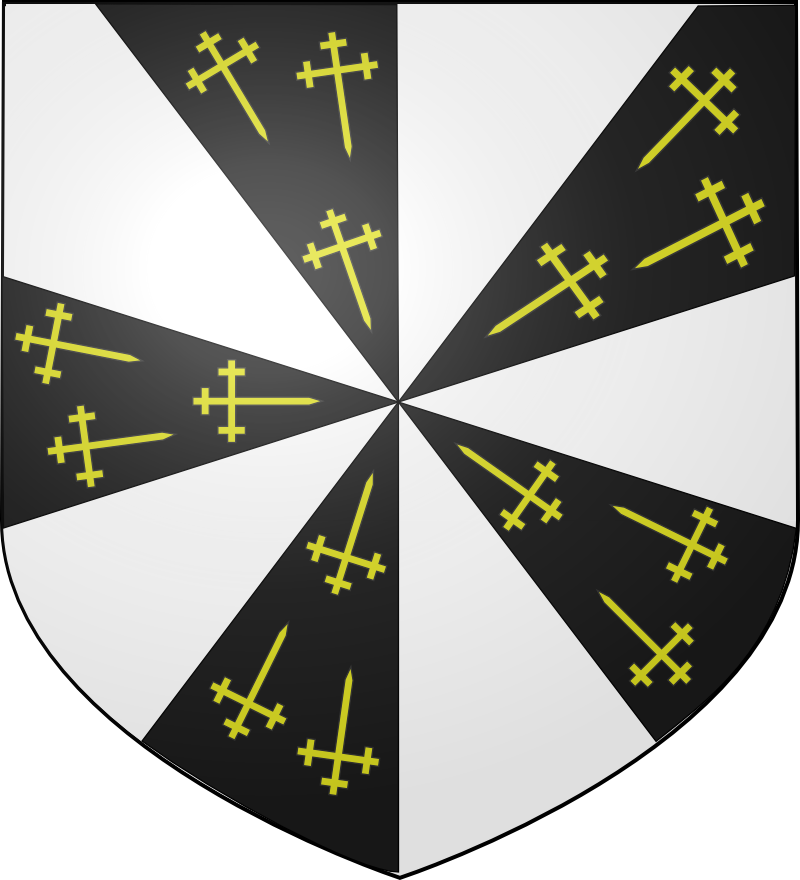
Croci ricrociate fitte (Casato d'Enghien)

### Croce della consacrazione

Di nero, alla croce della consacrazione d'oro, raggiante sul bordo esterno (Naantalin maalaiskunta, Finlandia, in uso dal 1958 al 1963)

### Croce dentata

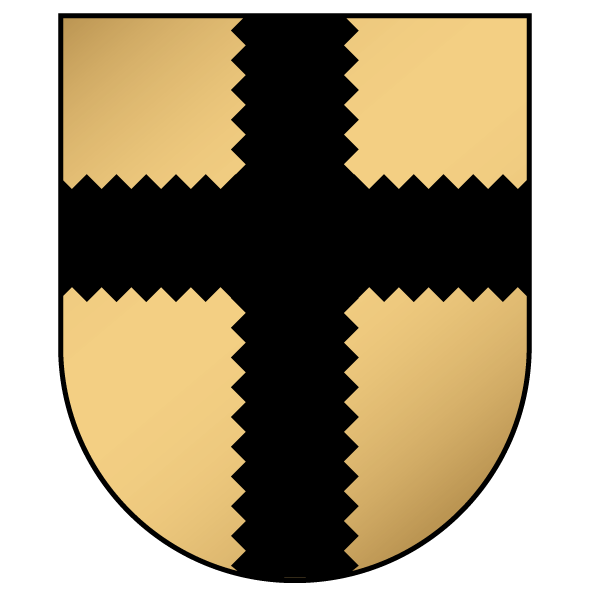
D'oro, alla croce dentata di nero.

### Croce di Alcantara

d’argento, alla croce di Alcantara di verde.
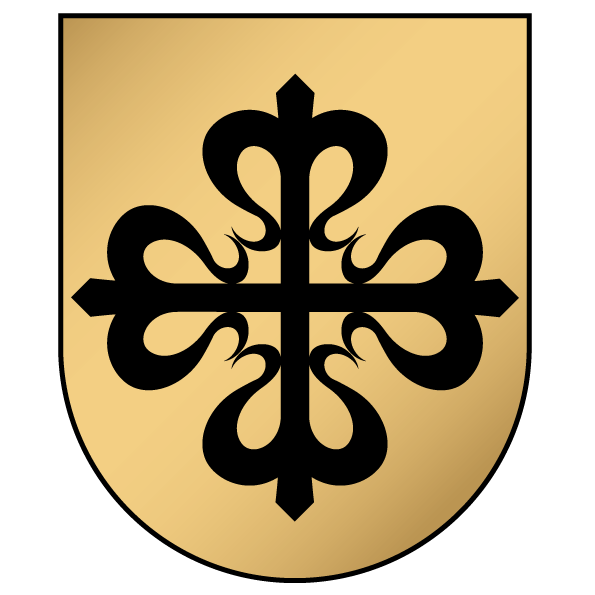
D'oro, alla croce di Alcantara di nero.
D'oro, alla croce di Alcantara di rosso

### Croce di avellana

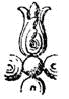
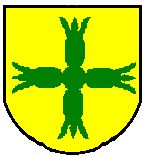
D'oro, alla croce di avellane di verde
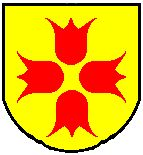
D'oro, alla croce di avellane di rosso
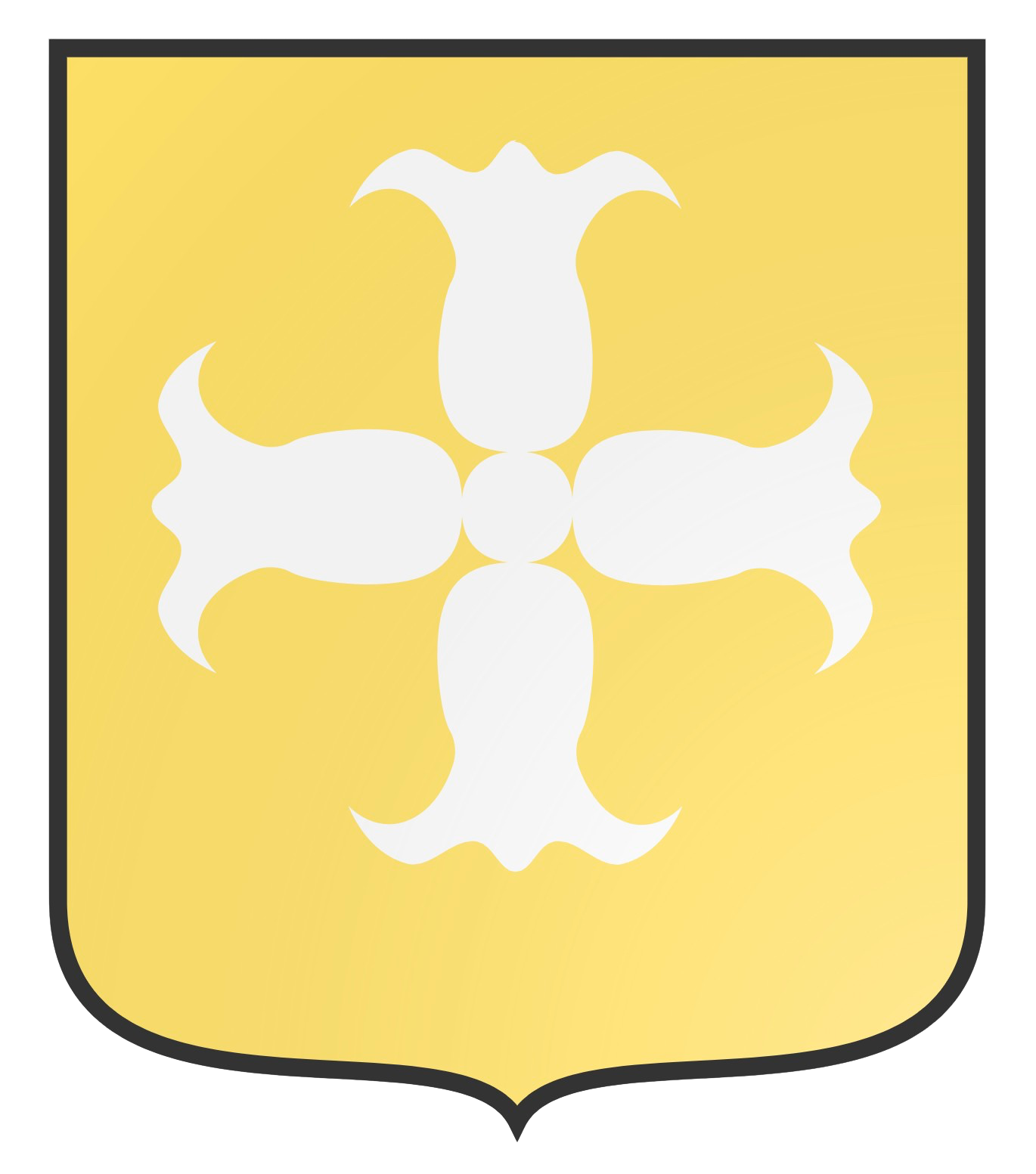
D'oro, alla croce di Avellane d’Argento.

### Croce di Calatrava

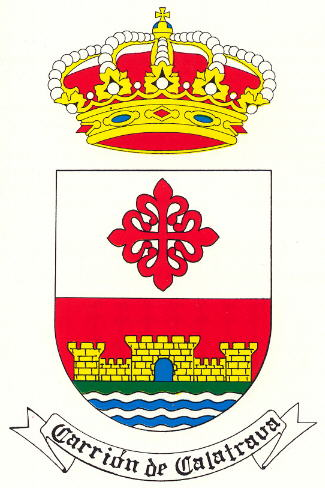

### Croce di Calvario

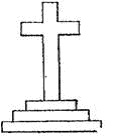
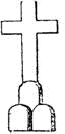
D'oro, alla croce di Calvario di rosso

### Croce di Costantino

Di rosso, al labaro d'oro caricato in cuore dalle catene di Navarra poste in circolo Buñuel, Spagna)

### Croce di dodici punte

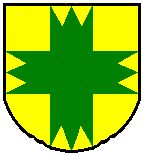
D'oro, alla croce di dodici punte di verde

### Croce di Gerusalemme

D'argento, alla croce di Gerusalemme d'oro.
D'argento, alla croce di Gerusalemme di rosso.
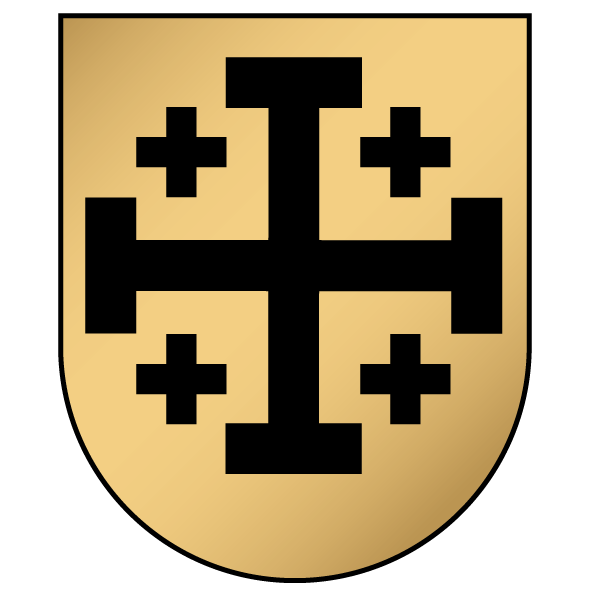
D'oro, alla croce di Gerusalemme di nero
Di cenerino, alla croce di Gerusalemme d'oro.

### Croce di Los Angeles

Di rosso, alla croce de Los Angeles accantonata da quattro gigli d'oro
D'azzurro, alla croce di Los Angeles adorata da due angeli inginocchiati d'argento, alla bordura d'argento caricata da quattro scritte maiuscole di nero: MUY NOBLE-MUY LEAL a destra, BENEMÉRITA nel capo, INVICTA-HEROICA a sinistra e BUENA in punta

### Croce di Malta

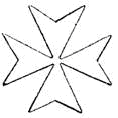
Di rosso, alla croce biforcata d'argento
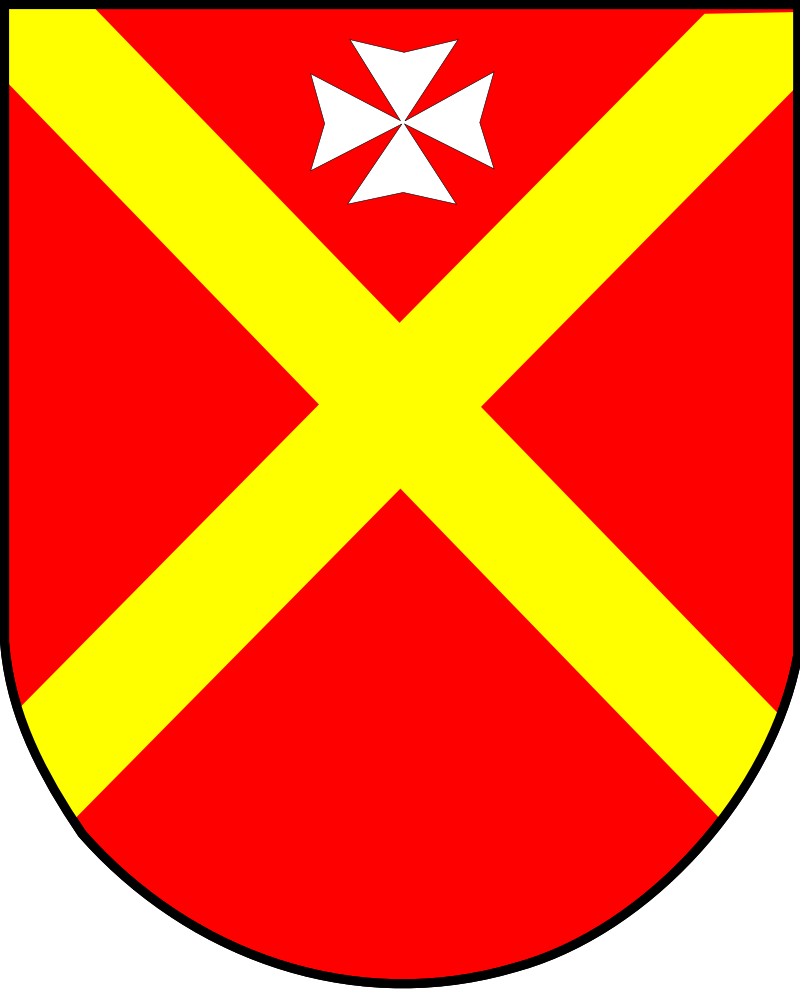
Crocetta biforcata
D'oro, alla croce francese di Malta di rosso
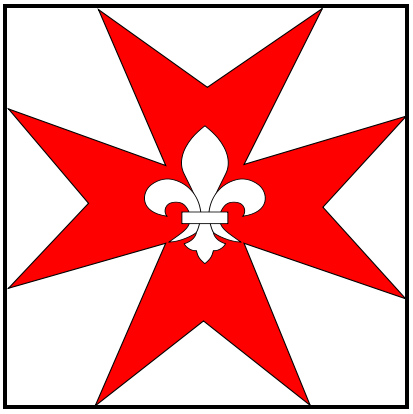
Di bianco, alla croce patente biforcata di rosso, al centro il fleur de lys o giglio di Francia bianco.
Bandiera del Ducato di Amalfi.

### Croce di Mantova

D'azzurro, alla cintura d'oro, posta in fascia, e sormontata da una croce di Mantova dello stesso
D'argento, alla croce scorciata patente di verde; alla campagna dello stesso

### Croce di otto punte

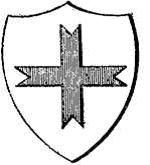
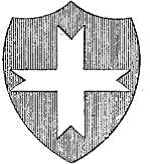
D'oro, alla croce di otto punte di rosso
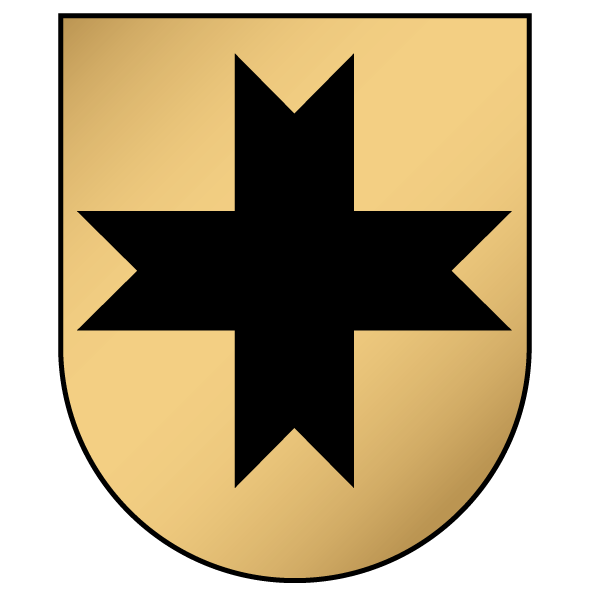
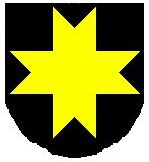
Tre crocette di otto punte

### Croce di otto punte e patente

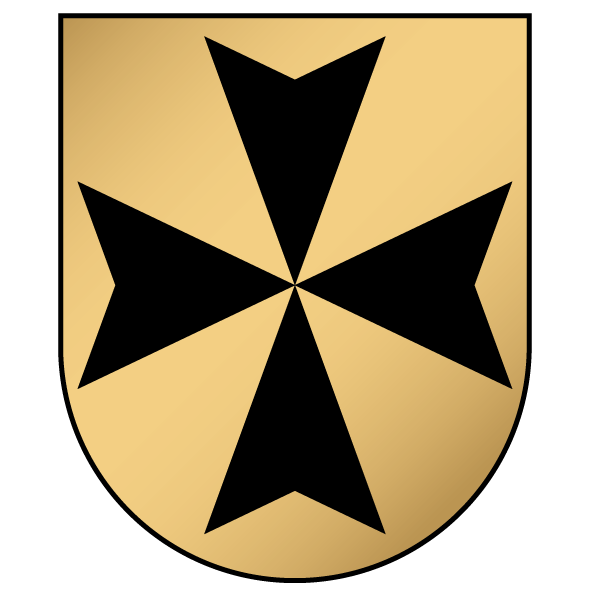
Croce di Santo Stefano
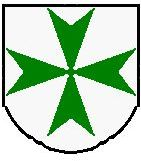
Croce di San Lazzaro
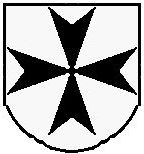

### Croce di quattro fusi

D'argento, alla croce di quattro fusi di rosso

### Croce di San Fernando (laureata)

### Croce di San Lamberto di Liegi (Gonarium)

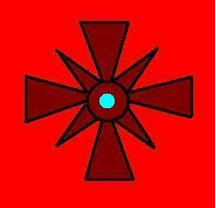
Patente marron su sfondo rosso.

### Croce di San Maurizio

croce di San Maurizio
Croce di San Lazzaro
Croce dei santi Maurizio e Lazzaro

### Croce di Sant'Andrea

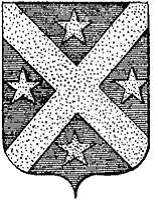

### Croce di Sant'Antonio

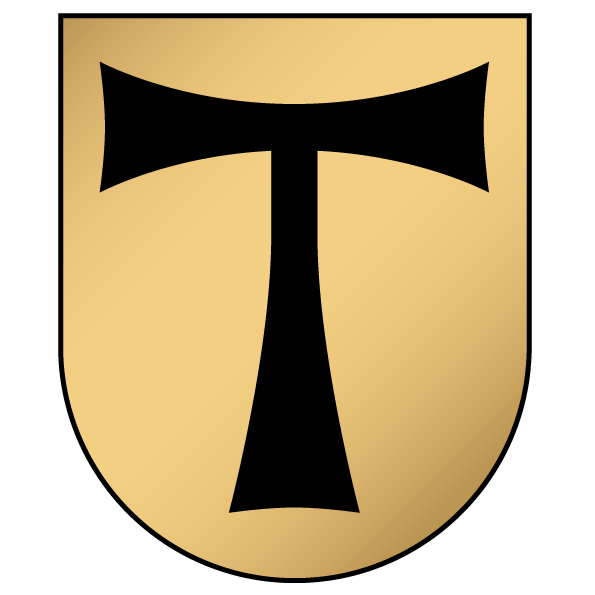
D'oro, al tau di nero
D'azzurro, al tau d'oro
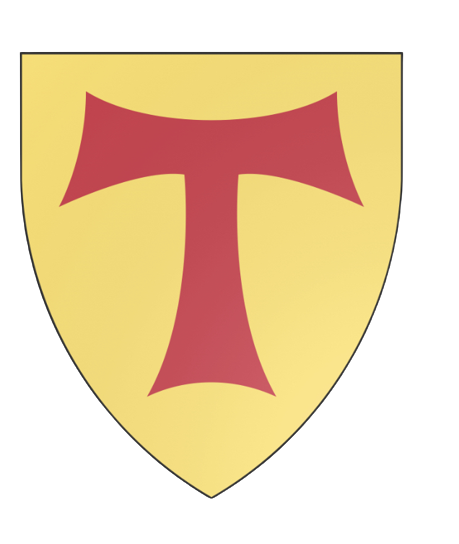
D'oro, al tau di rosso.

### Croce di Santiago

Croce di Santiago o croce di San Giacomo
D'oro, alla croce di Santiago di rosso
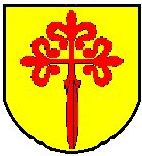

### Croce di sedici punte

Di rosso, alla croce di sedici punte d'argento

### Croce di Santo Spirito

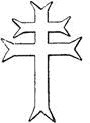

### Croce di spade

D'oro, alla croce di spade di rosso

### Croce di spighe

Di verde, alla croce di spighe d'oro (Mellilä, Finlandia)

### Croce di Tolosa

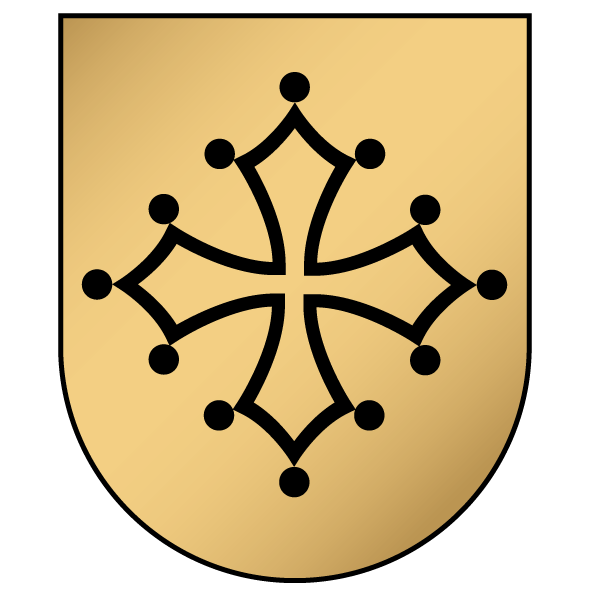
D'oro, alla croce di Tolosa di nero.

### Croce doppiomerlata

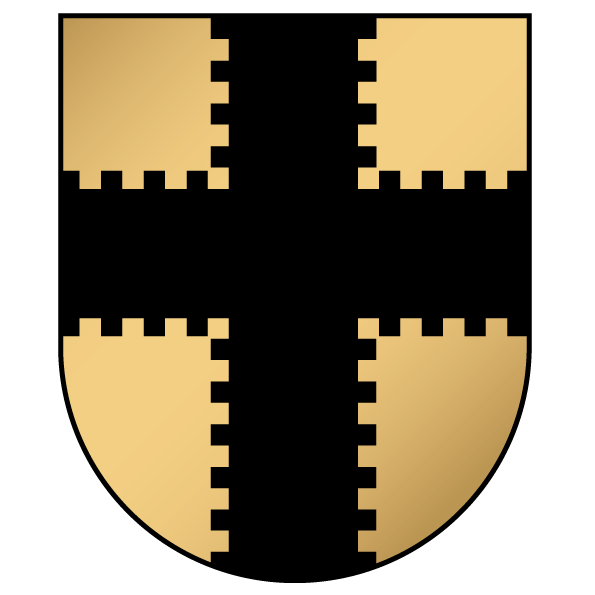

### Croce falcata

D'argento, alla croce falcata e cordonata di rosso

### Croce filettata (o bordata)

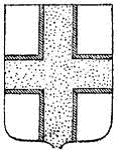
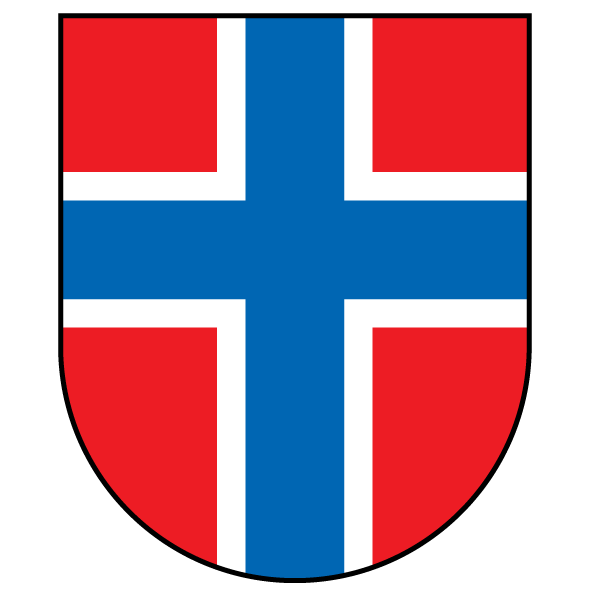
Di rosso, alla croce d'azzurro filettata d'argento
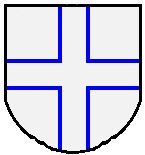
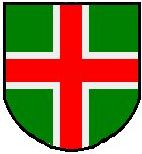
Di verde, alla croce di rosso filettata d'argento

### Croce fiordalisata

Croce fiordalisata di rosso
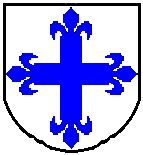
D'argento, alla croce fiordalisata d'azzurro
Croce di rosso, caricata di una croce fiordalisata d'oro
Croce d'azzurro seminata di gigli d'oro fiordalisata d'oro
D'argento, alla croce fiordalisata di rosso posta in decusse
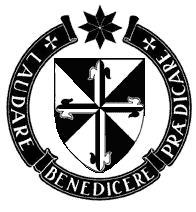
La croce domenicana

### Croce forata in quadrato

D'oro, alla croce ancorata forata in quadrato di rosso

### Croce forata in tondo

### Croce frecciata

Dargento, alla croce frecciata di rosso.
D'oro, alla croce frecciata di rosso
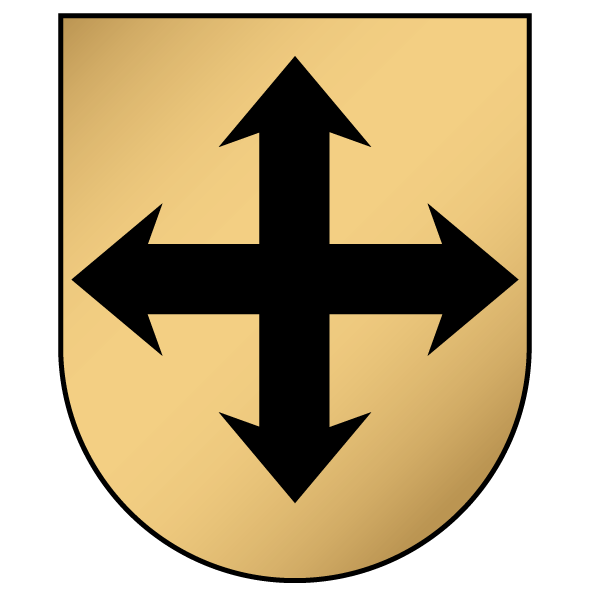
D'oro, alla croce frecciata di nero
Croce frecciata inquartata d'oro e di rosso

### Croce gammata

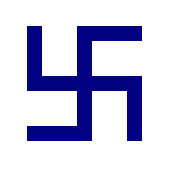
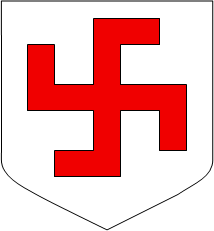
D'argento, alla croce gammata di rosso.
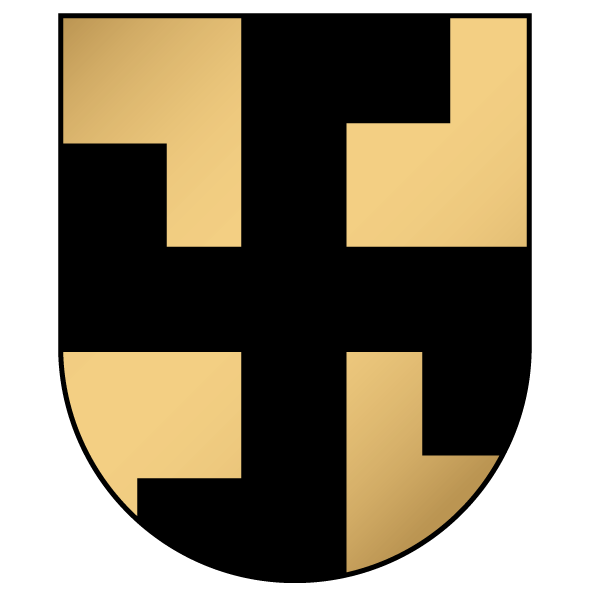
D'oro, alla croce uncinata di nero.
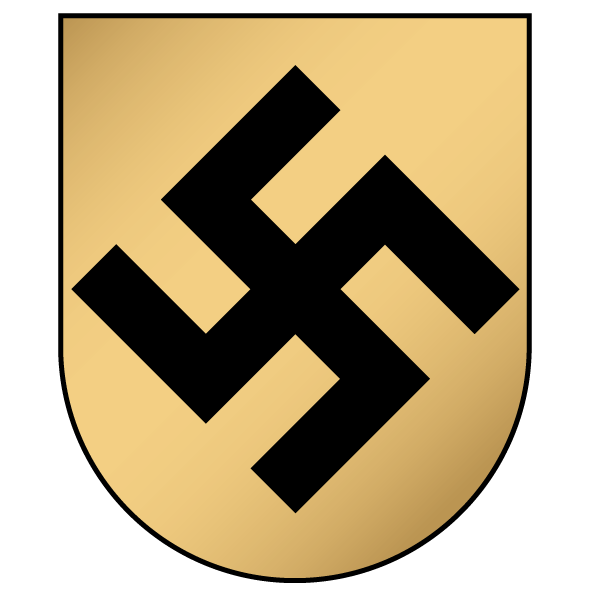
D'oro, alla svastica inclinata di nero.
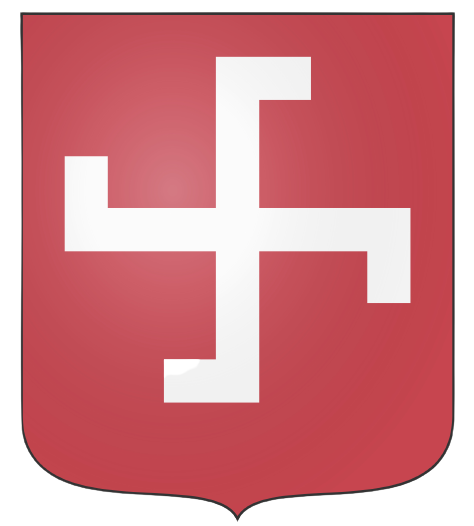
Di rosso, alla croce gammata d’argento.

### Croce gheronata

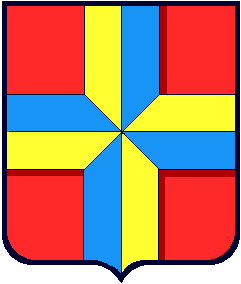
Di rosso, alla croce gheronata d'oro e d'azzurro, di 8 pezzi
D'azzurro, alla croce gheronata di rosso e d'argento di 16 pezzi

### Croce gigliata

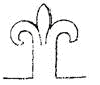
Croce gigliata
Croce gigliata
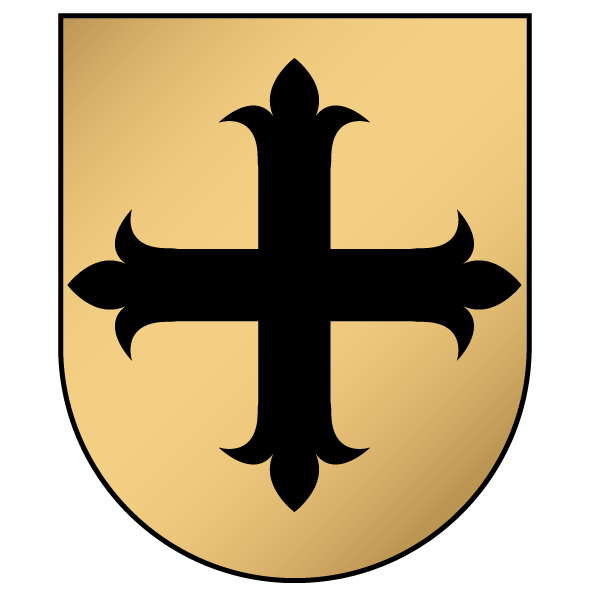
Croce gigliata
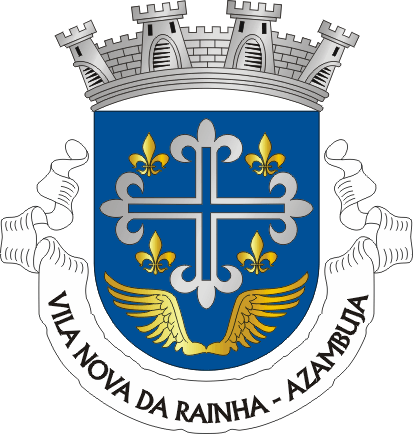
Croce gigliata vuota
Croce gigliata vuota
Croce gigliata d'oro
Croce costantiniana

### Croce gigliata patente

Croce enhendée
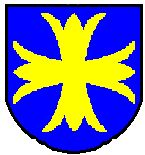
Breedarmig Kruis fleurie
Croce pattée fleuronnée

### Croce greca

D'argento, alla croce greca di rosso.
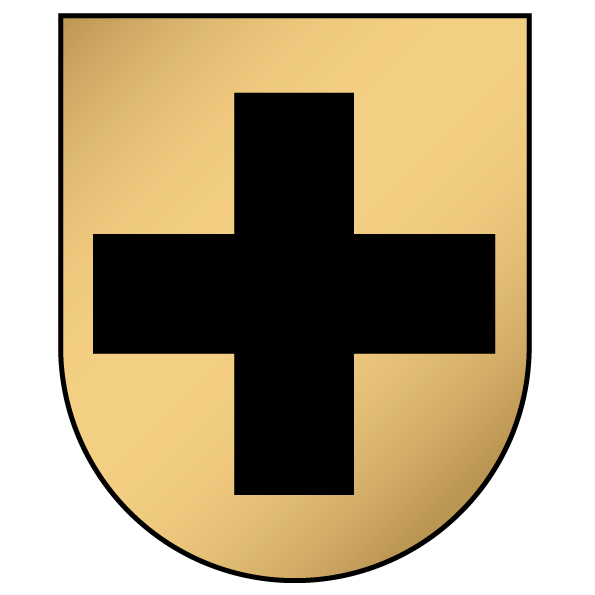
D'oro, alla croce greca di nero.
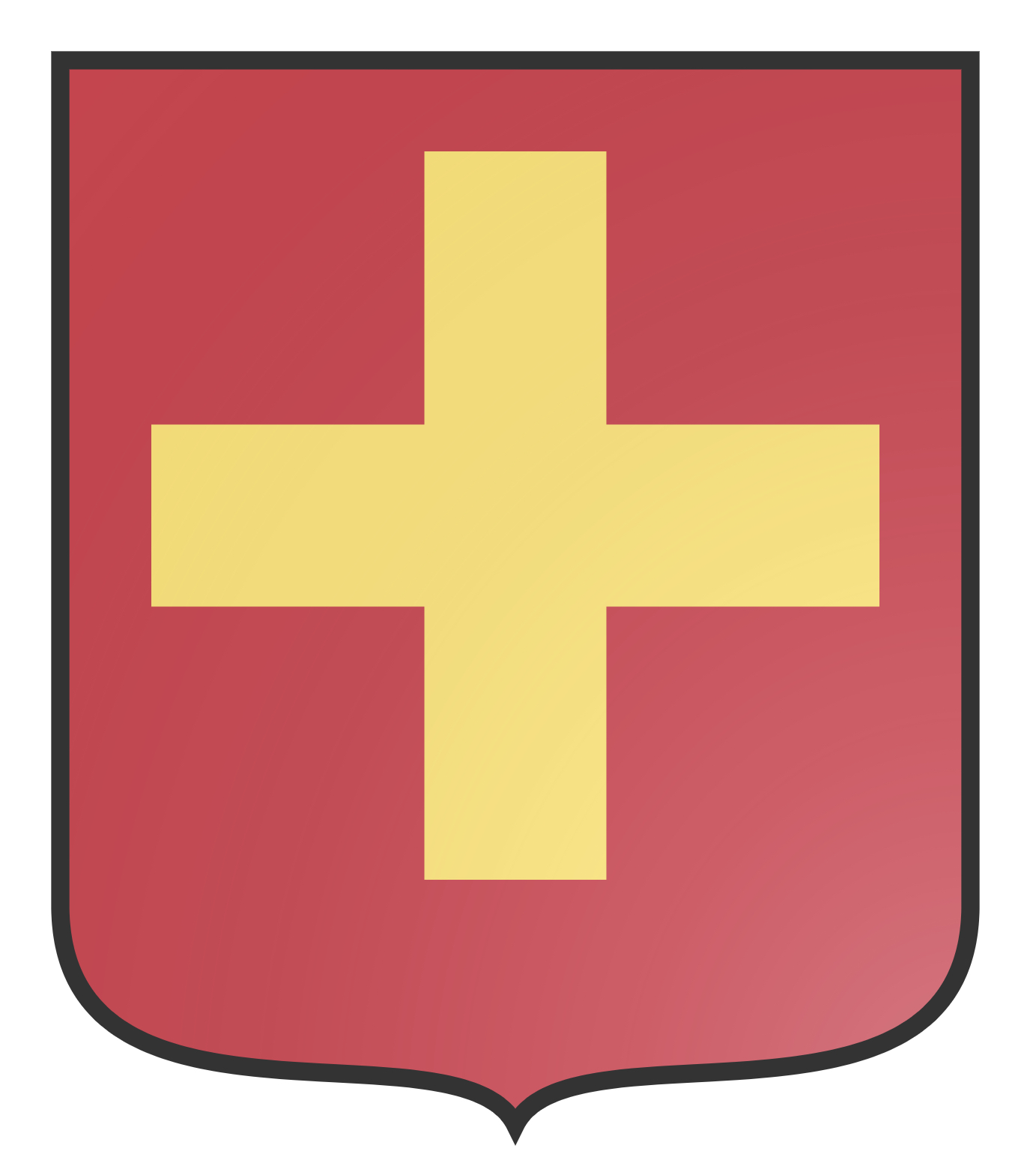
Di rosso, alla croce greca d’oro

### Croce latina

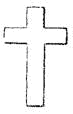
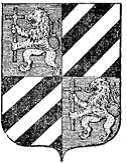
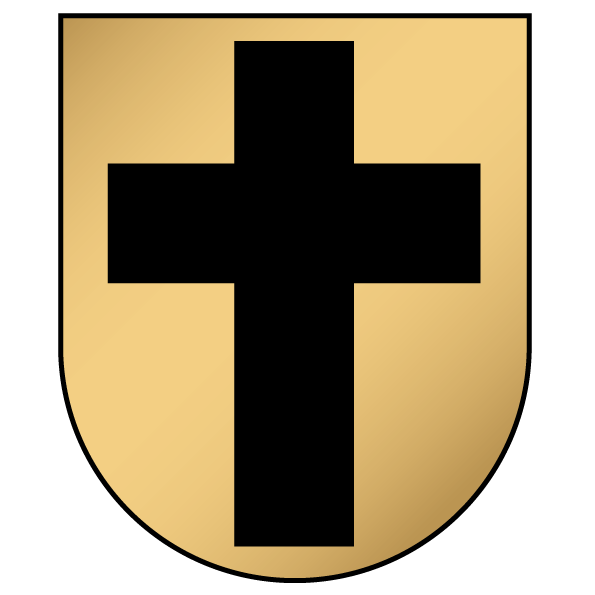
D'azzurro, alla croce latina d'oro

D'oro, alla croce latina rovesciata

### Croce lunga

Tre croci lunghe ricrociate nei tre bracci superiori

### Croce mulinata

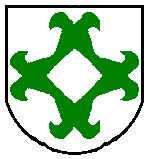
D'argento, alla croce ancorata e mulinata di verde
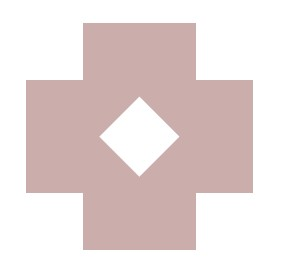
Croce aquilana o Croce di Collemaggio, variante della croce mulinata

### Croce noderosa

### Croce ondata

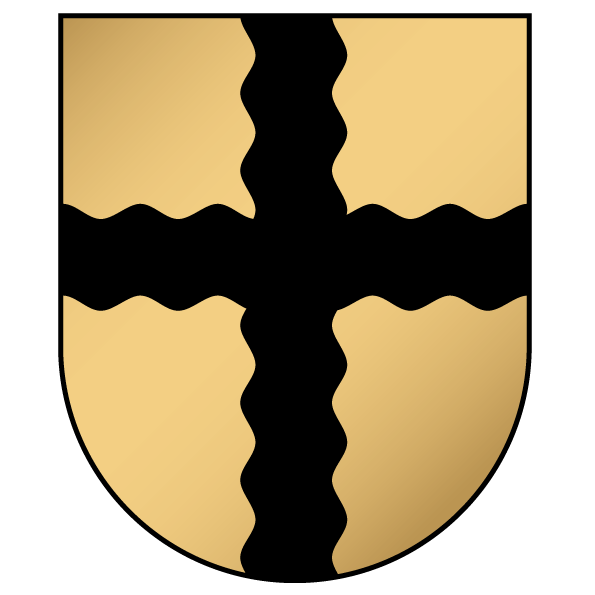

### Croce ortodossa

D'oro, alla croce ortodossa di rosso
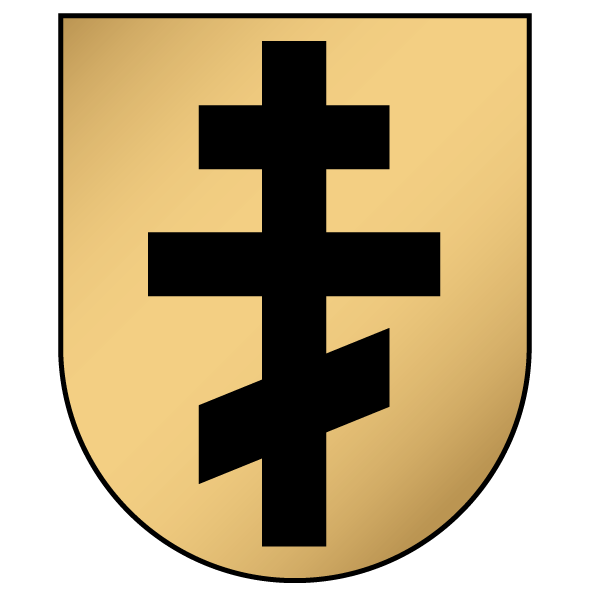
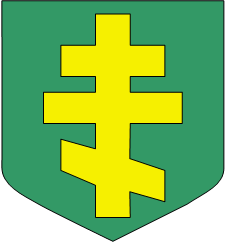

### Croce papale

D'oro, alla croce papale di rosso
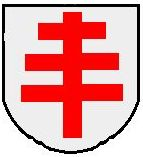
Croce papieski
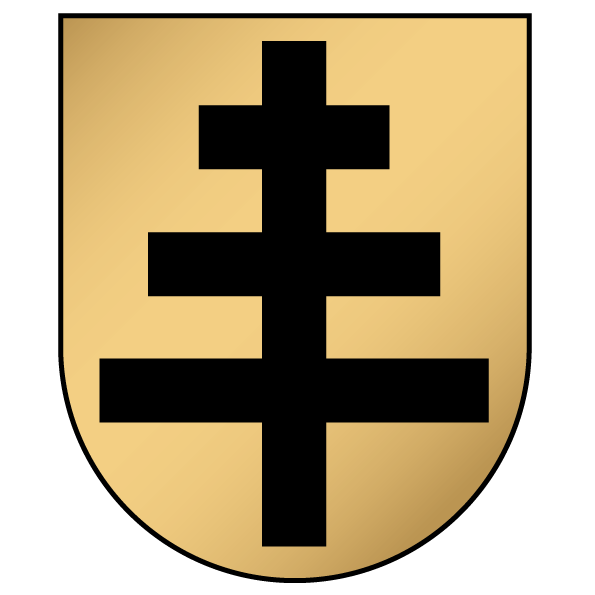
Croce Popieziaus

D'oro, alla croce papale di rosso

### Croce patente

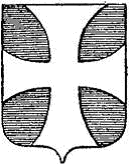
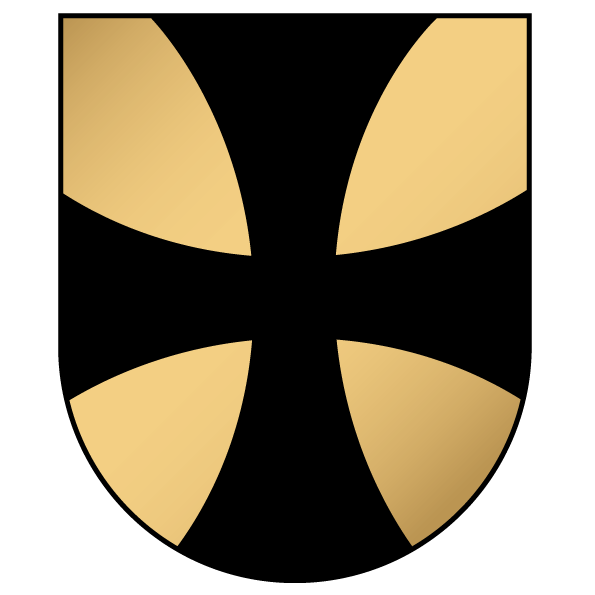
Croce patente
Croce patente nello stemma dei Gonzaga
Croce patente scorciata
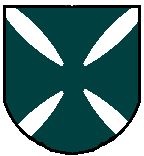
Di verde alle otelles d'argento
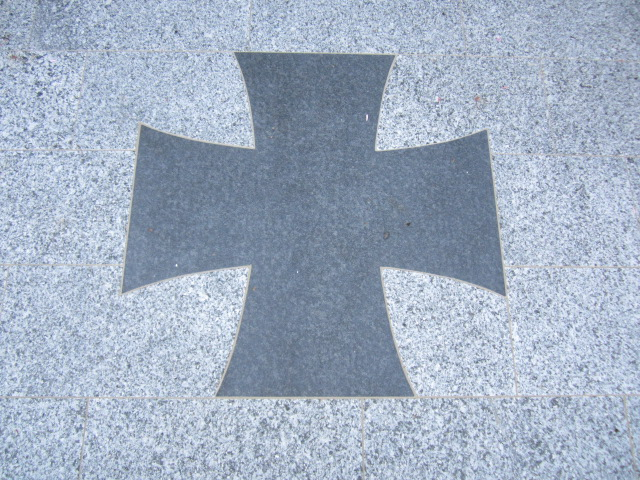
In un monumento ai caduti

### Croce patente a cerchio

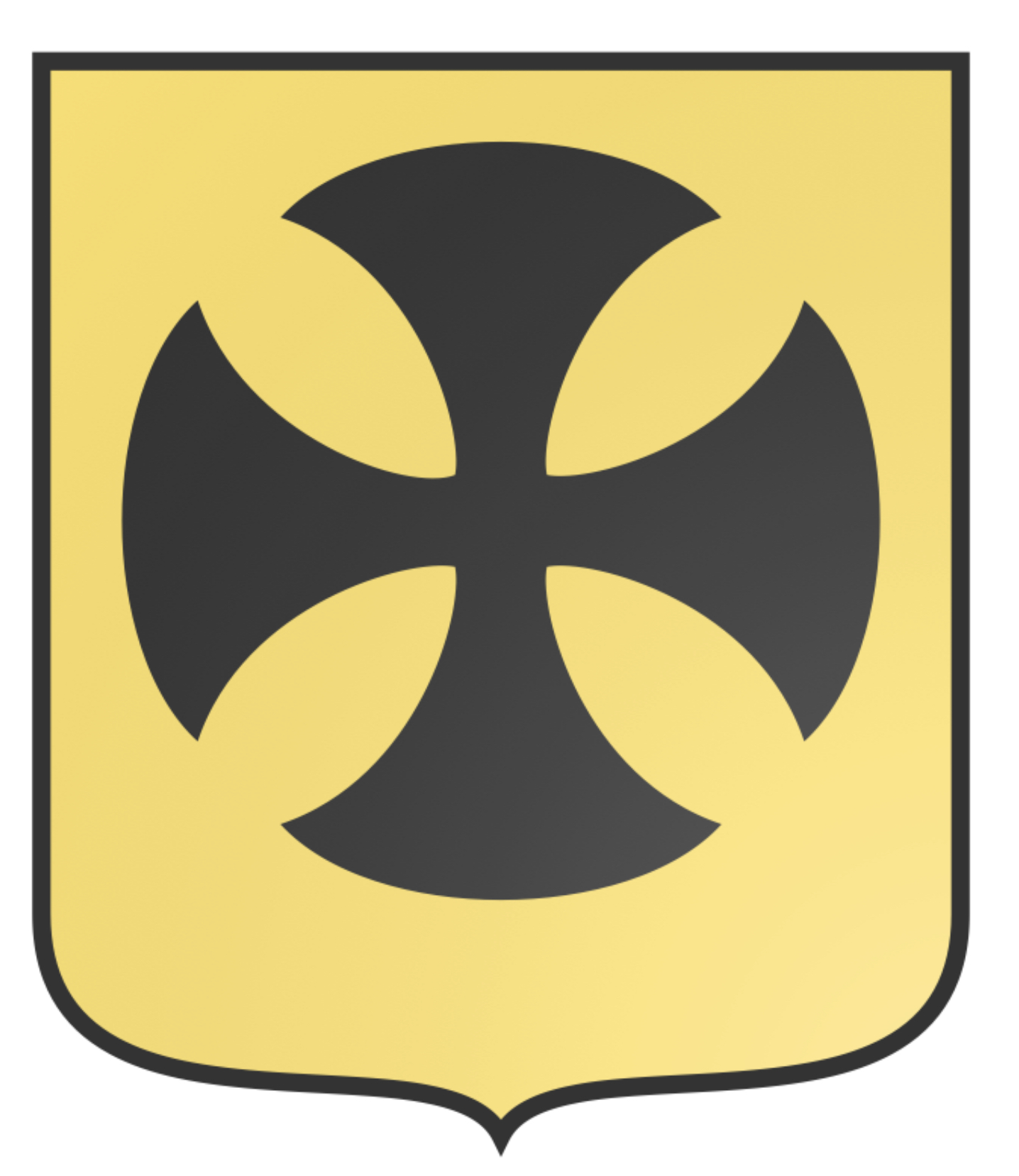
D'oro, alla croce patente a cerchio di nero.

### Croce patriarcale o croce di Lorena

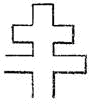
Stemma del Ungheria
Croce di Lorena Stemma di Fislisbach
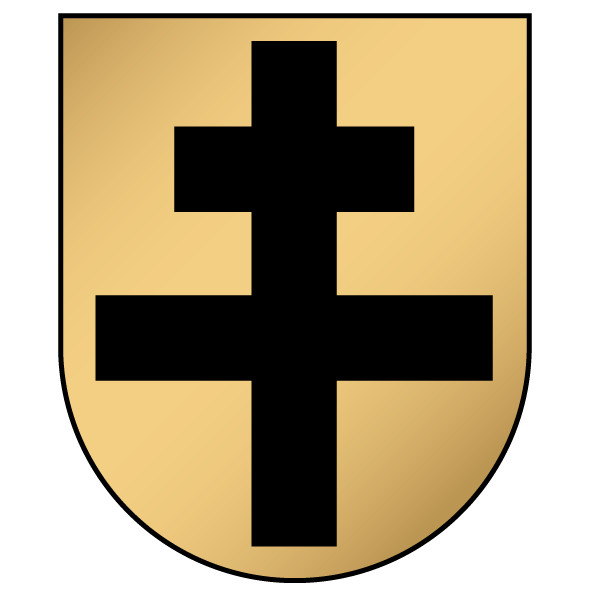
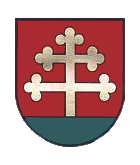
Croce patriarcale trifogliata
Croce patriarcale gigliata
Croce patriarcale bordonata
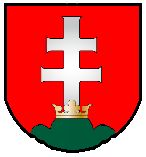
Croce ungherese
Croce slovacca

### Croce pisana

### Croce pomata

D'argento, alla croce pomata d'azzurro
Croce pomata nello stemma di Fermo
D'oro, alla croce pomata di rosso
D'oro, alla croce doppiamente pomata di rosso
Croce pomata nel blasone di Saint-Étienne

### Croce potenziata

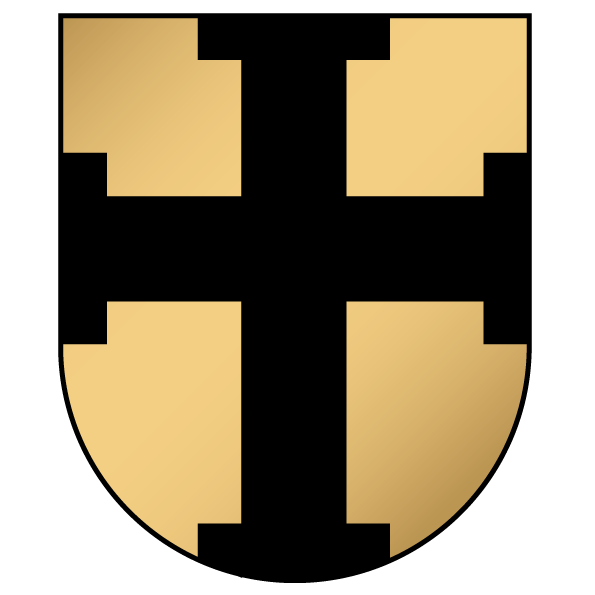
Croce potenziata
Croce potenziata scorciata
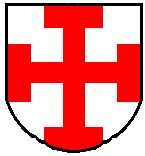
Inquartato di nero e d'oro, alla croce potenziata scorciata attraversante dell'uno all'altro
Fylfot
D'argento, alla croce potenziata di Nero. (Provincia di Cosenza)

### Croce radiante

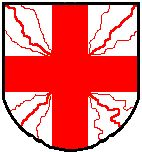
D'argento, alla croce radiante di rosso

### Croce ricerchiata

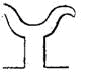
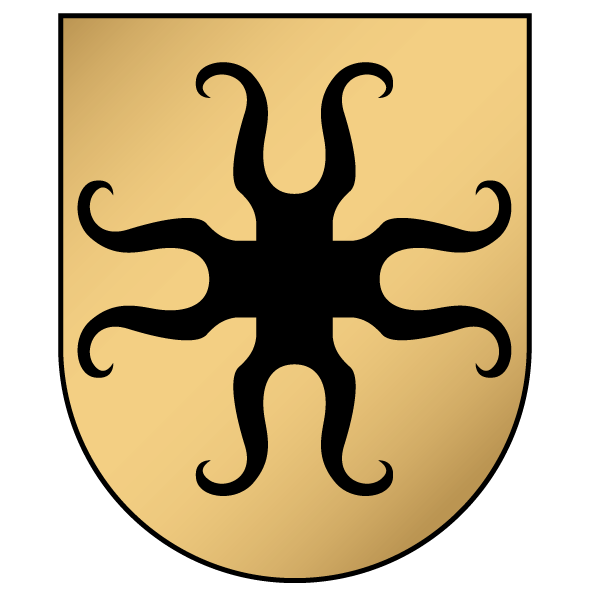

### Croce ricrociata

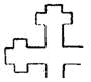
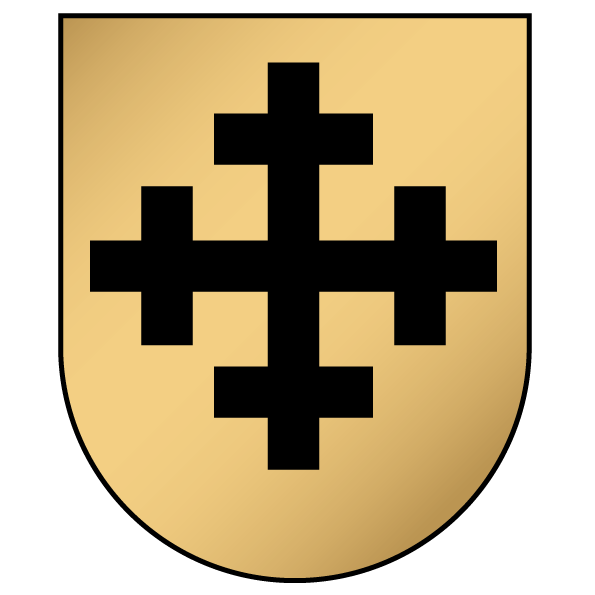
Croce scorciata ricrociata dal piede aguzzo
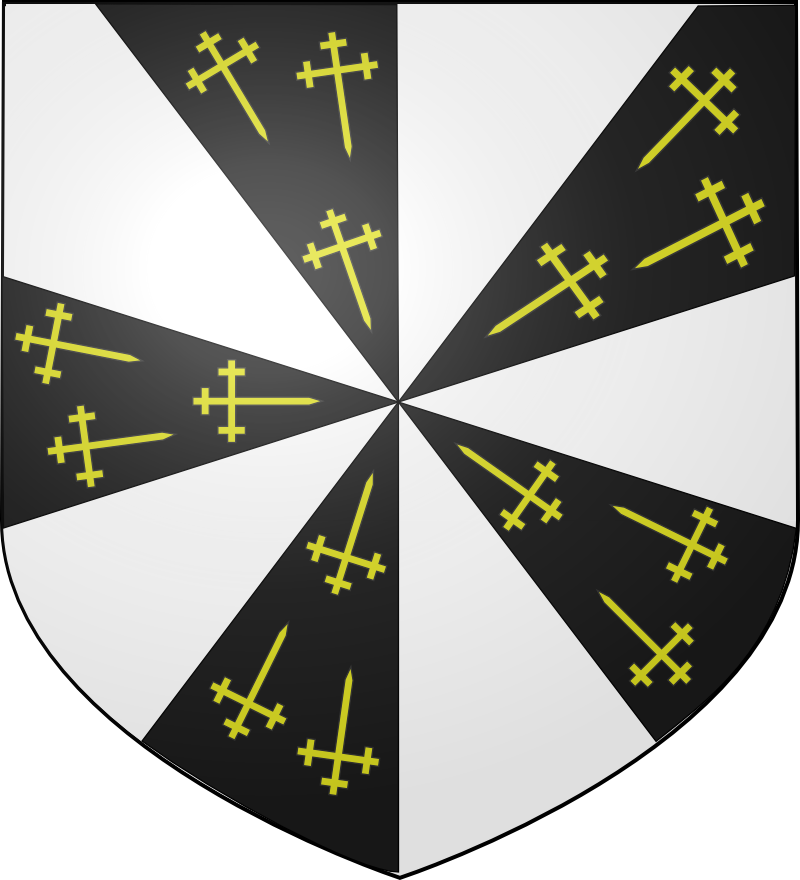
Croci ricrociate dal piede aguzzo

### Croce ripiena

D'azzurro, alla croce d'argento ripiena di rosso

### Croce ripotenziata

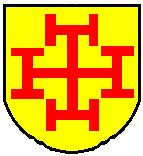
D'oro, alla croce ripotenziata di rosso

### Croce ritrinciata

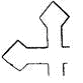
D'oro, alla croce ritrinciata di rosso
Croce ritrinciata e pomettata

### Croce russa

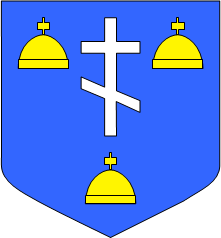
D'azzurro, alla croce russa d'argento, accompagnata da tre corone imperiali d'oro

### Croce sarchiata

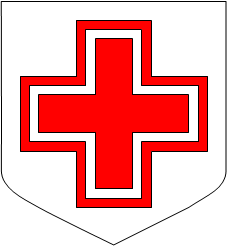

### Croce scalinata

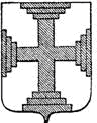
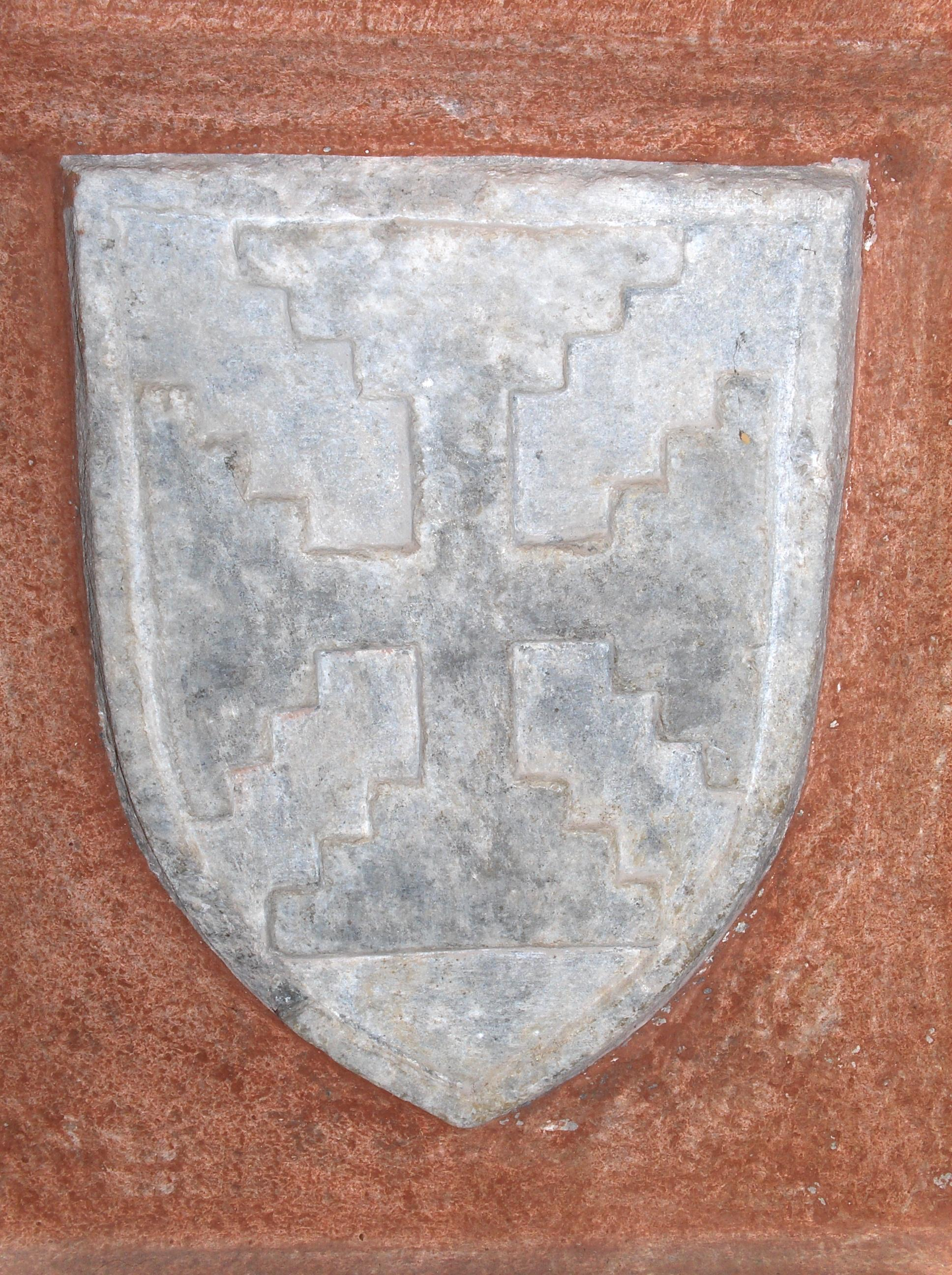
D'argento, alla croce scalinata di verde

### Croce scorciata

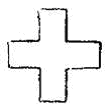

### Croce serpentina

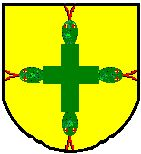
D'oro, alla croce serpentina di verde con le teste terminanti con doppia lingua di rosso

### Croce solare

D'argento, alla croce solare di nero
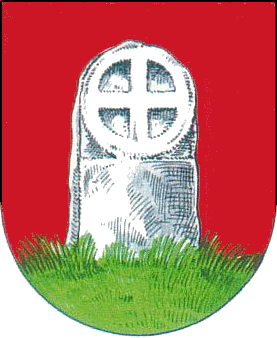
Stele recante una croce solare

### Croce spinata

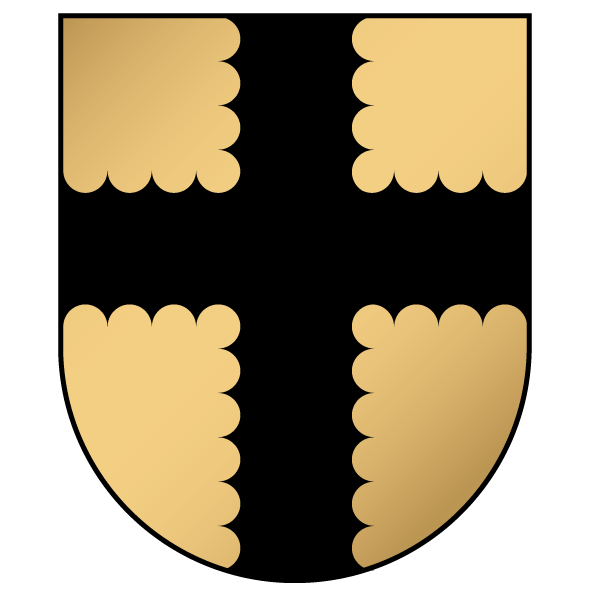
D'oro, alla croce spinata di nero.

### Croce stellata

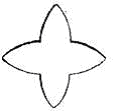
Di rosso, alla croce stellata d'oro

### Croce teutonica

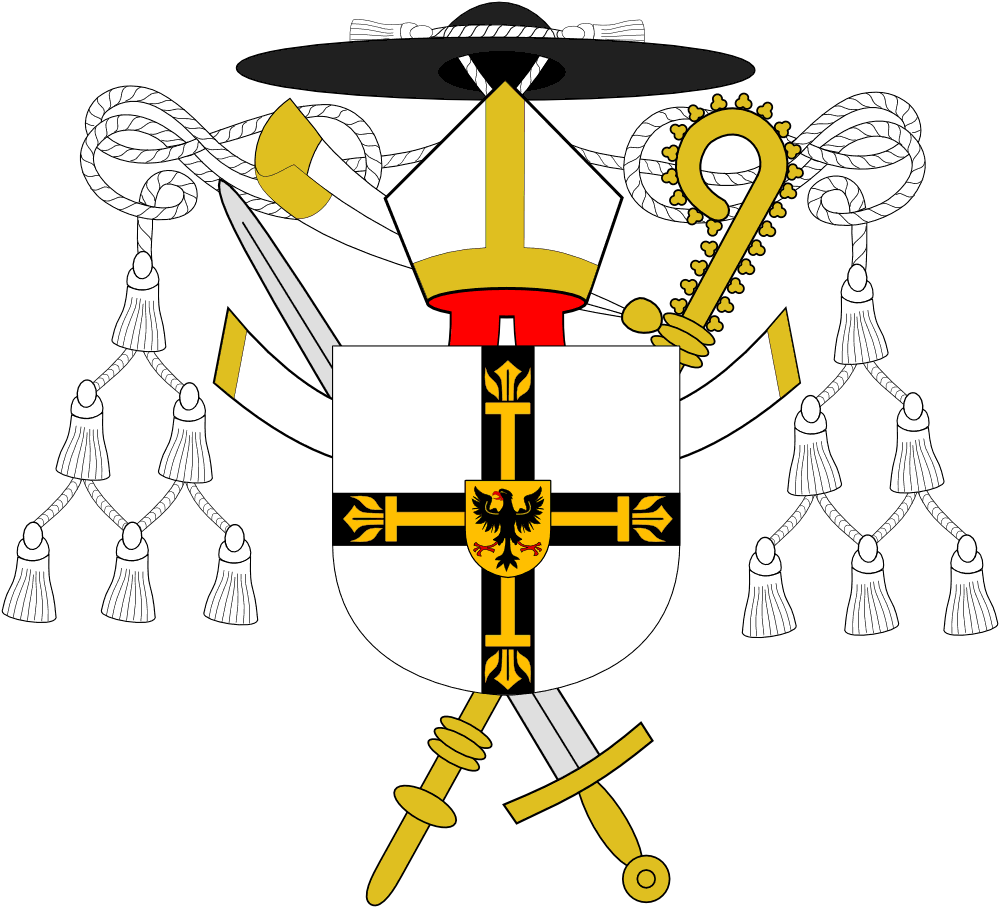
Stemma del Gran Maestro dell'Ordine Teutonico

### Croce trifogliata

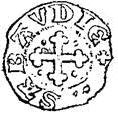
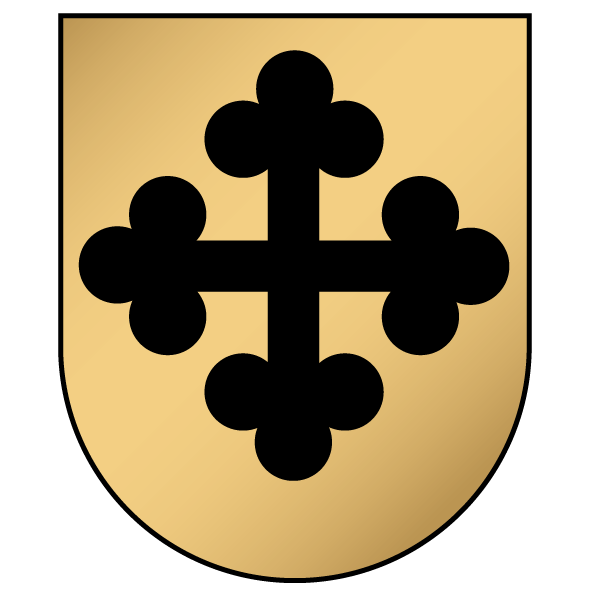
D'azzurro, alla croce trifogliata d'oro (Croce della Vittoria o Croce delle Asturie)

### Crocetta di Sant'Andrea

D'azzurro, tre crocette di Sant'Andrea d'argento
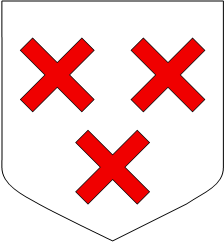
D'argento, a tre crocette di Sant'Andrea di rosso

### Filetto in croce

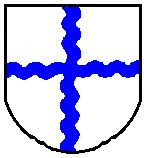
Filetto in croce ondato
Di rosso, al filetto in croce scorciato d'oro

### Labarum

## Ulteriori varianti utilizzate nell'araldica olandese

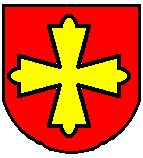
Verkort spitsvoetig kruis
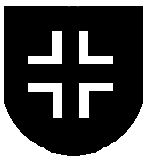
Verkort en leeg kruis
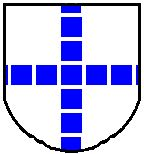
Verbrokkeld kruis of Croix tronconnee
Smal linksgerend kruis
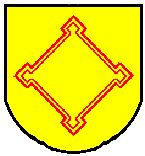
Ruitvormig kruis in de vorm van een vesting met vier bolwerken
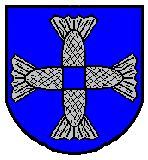
Ook vier staarten van vissen kunnen een kruis vormen zoals in het wapen van Simo
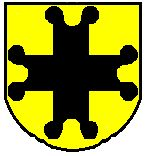
Molenijzerkruis met ronde rand
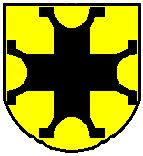
Molenaarskruis met krukken
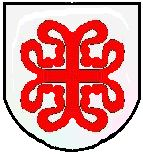
M of Mariakruis
Lateranenkruis
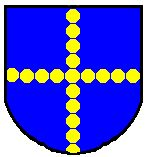
Kruis van penningen
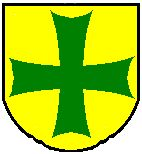
Kruis patte met rechte armen en holle rand
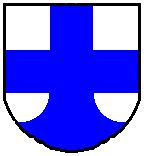
Kruis met breeduitlopende voet
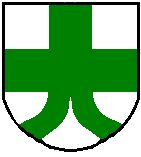
Kruis met brede gevorkte voet
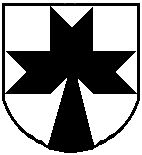
Kroatisch kruis
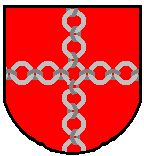
Kettingkruis
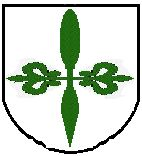
Jacobuskruis volgens Jhr. Graafland
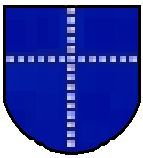
Gestilleerd zuiderkruis
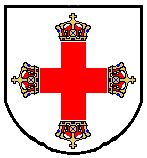
Gekroond kruis
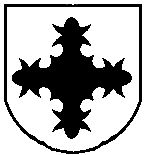
Dominicuskruis of Croix Dominique
Breed vorkkruis niet doorboord
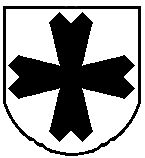
Breed uitlopend vorkkruis
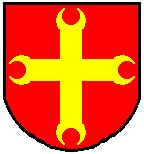
Breed molenaarkruis
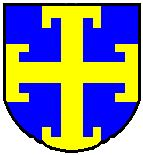
Breed krukenkruis met holle krukken
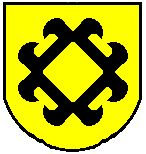
Ankerkruis doorboord met een ruit
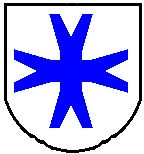
Een vorkkruis
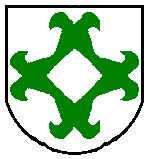
Een verlengd ankerkruis doorboord met een ruit
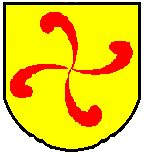
Verkort knotskruis
Traliekruis
Schuin gedeeld kruis
Medaillonkruis
Maria-Theresiakruis
Mannerheimkruis
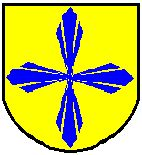
Kruis van twaalf verkorte stralen
Kruis van negen ruiten
Kruis met verbreed hart
Kruis met uitgebroken hart
Kruis met rond hart
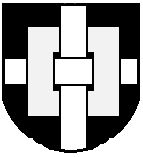
Knoopkruis
Geschakeld kruis
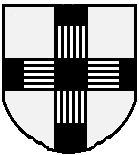
Gerepareerd kruis
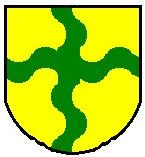
Gegolfd kruis
Met ruiten belegd kruis
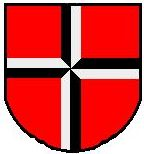
Gegeerd kruis

## Ulteriori varianti utilizzate nell'araldica polacca e in quella lituana

croce rozdarty
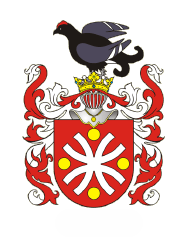
croce rozdarty
croce św. Andrzeja
croce półtorakrzyż (letteralmente "Mezza Croce")
croce półtrzeciakrzyż (letteralmente "croce di mezzo terzo"),(questa croce si incontra di frequente anche nell'araldica civica ucraina)